# Dolní Roveň
Dolní Roveň je obec v okrese Pardubice v Pardubickém kraji, zhruba 4,5 kilometru jihozápadně od Holic. Je rozložena podél potoka Lodrantky v rovinaté krajině Východolabské tabule. V obci žije přibližně 2 100 obyvatel. Nynější obec se skládá ze čtyř sloučených obcí, a sice Dolní Rovně, Horní Rovně, Komárova a Litětin. Původní název obce Waltersdorf se odvozuje pravděpodobně od německého kolonizátora a pochází asi z první poloviny 14. století.

## Historie
Obec vznikla pravděpodobně v polovině 14. století (první písemná zmínka se datuje k roku 1336), kdy byli pozváni do Čech němečtí kolonizátoři, aby zakládali osady.
Osada byla původně zbožím královským. Ve druhé polovině 14. století stala vlastnictvím Šternberků. Další významní majitelé byli Slavníkovci a hlavně Pernštejnové, za jejichž panování obec rozkvetla a nabyla na významu.
Původním centrem byla nynější část Horní Roveň, kde bývala rychta s "vejsadní krčmou". Se stavbou osady byl postaven i dřevěný kostelík, na jehož místě byl roku 1699 postaven barokní kostel svaté Kateřiny. V 17. století byla naproti kostelu postavena škola.
Kostel sv. Petra a Pavla v Komárově dostal dnešní podobu v roce 1877. Škola byla v Komárově postavena roku 1845. 
V roce 1866 se v obci Dolní Roveň narodil František Udržal, budoucí předseda vlády a ministr národní obrany, jehož zásluhou byla v obci postavena budova základní školy, hospodářské školy, sokolovny a obecního úřadu.

## Přírodní poměry
Území zastavěné části obce Dolní Roveň se nachází v nadmořské výšce 228–242 metrům. Dolní Roveň patří k území české křídové oblasti. Křídové sedimenty jsou reprezentovány svrchnoturonskými–coniackými slínovci, které jsou zakryty kvarterními sedimenty. Povrch slínovců lze očekávat v hloubce kolem dvou metrů. Podzemní voda vytváří souvislou hladinu nad nepropustným křídovým podložím a lze ji tedy očekávat v hloubce jednoho až dvou metrů pod povrchem terénu.
Povodí Lodrantky měří k ústí 45,78 ha, 355denní voda zde je 0,06 m³/s, stoletá voda 26 m³/s. Povodí Zadní Lodrantky měří 31,49 km², 355denní voda je 0,04 m³/s a stoletá voda 18 m³/s.
Klimaticky leží oblast Dolní Roveň na rozhraní teplé a mírně teplé oblasti. Průměrná denní teplota za rok je 8,2 °C. Počet ledových dní v roce je 32,4. Počet mrazových dní 99,9. Průměrný počet dní se silným větrem a vichřicí je třicet ročně. Promrzání půd v normálních zimách je 30 cm, v tuhých zimách 80 cm., průměrné roční srážky 600 mmk.
Do katastrálního území Dolní Roveň zasahuje část ptačí oblasti Komárov.

## Obyvatelstvo
| Rok            | 1869 | 1880 | 1890 | 1900 | 1910  | 1921 | 1930  | 1950 | 1961 | 1970 | 1980 | 1991 | 2001 | 2011 | 2021 |
| -------------- | ---- | ---- | ---- | ---- | ----- | ---- | ----- | ---- | ---- | ---- | ---- | ---- | ---- | ---- | ---- |
| Počet obyvatel | 831  | 867  | 843  | 937  | 1 023 | 964  | 1 042 | 968  | 973  | 887  | 888  | 860  | 845  | 845  | 879  |
| Počet domů     | 130  | 133  | 131  | 131  | 141   | 145  | 175   | 227  | 219  | 220  | 230  | 265  | 275  | 287  | 287  |

## Části obce
Všechny části obce na sebe souvisle navazují a vytvářejí tak podél toku Lodrantky jeden sídelní útvar o délce téměř osmi kilometrů.
- Dolní Roveň
- Horní Roveň
- Komárov
- Litětiny

## Školství
V Dolní Rovni se momentálně nachází malý a velký stupeň základní školy a jedna mateřská škola. Malý stupeň základní školy od první do čtvrté třídy (čp. 76) se nachází v Horní Rovni, naproti kostela sv. Kateřiny. K využití je zde druhý učeben s družinou, tělocvičnou a zahrádkou s dětským hřištěm. Druhý stupeň školy od páté do deváté třídy (čp. 201) se nachází v Dolní Rovni u hlavní silnice při cestě na fotbalové hřiště. Zde je k dispozici osm učeben, dvě odborné, dílna a fit centrum. Mateřská škola se nachází vedle velkého stupně základní školy a obsahuje tři základní oddělení s kapacitou cca 70 dětí, s možností využití hřiště a školní zahrady.

## Kultura a sport
V Dolní Rovni jsou dva kulturní domy, jeden se nachází na Horní Rovni (čp. 78) nedaleko kostela svaté Kateřiny, druhý se nachází v Komárově (čp. 53). Dále se zde nachází sokolovna tělovýchovné jednoty Sokol Roveň, obsahující tělocvičnu a kinosál z roku 1932 využívaný i pro taneční zábavy, kulturní programy s kapacitou cca 200 míst.
V Dolní Rovni se pro příznivce sportu nachází dvě fotbalová hřiště: v Dolní Rovni u školy a v Litětinách. Oba týmy, jak TJ Sokol Roveň, tak FC Litětiny hrají III. třídu Pardubického okresu, na Horní Rovni a v Komárově se nachází tenisové kurty a na Horní Rovni vedle tenisového kurtu se nachází i travnaté hřiště, které přes léto slouží k miifotbalu a v zimě slouží jako kluziště.

## Fotogalerie

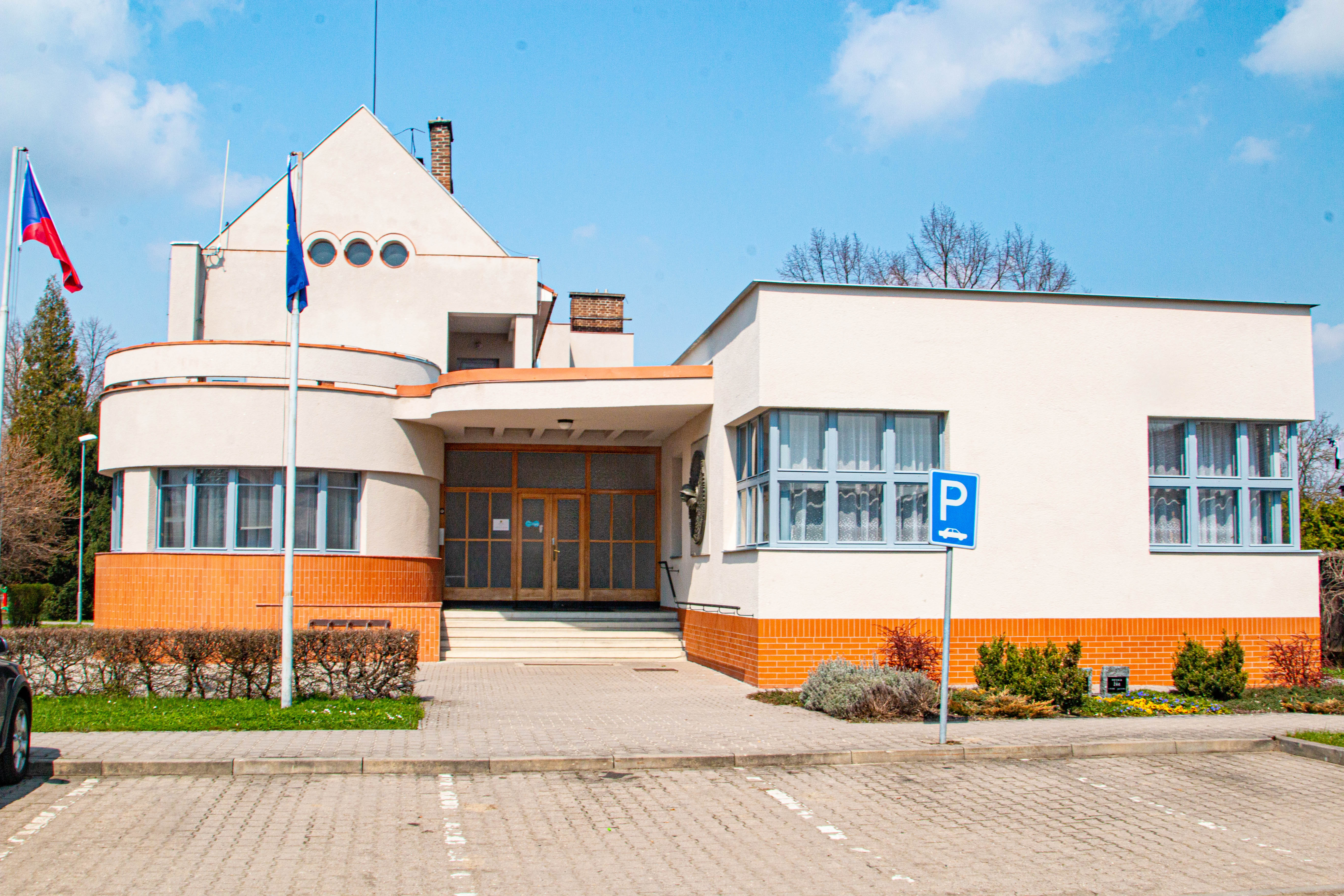
Obecní úřad
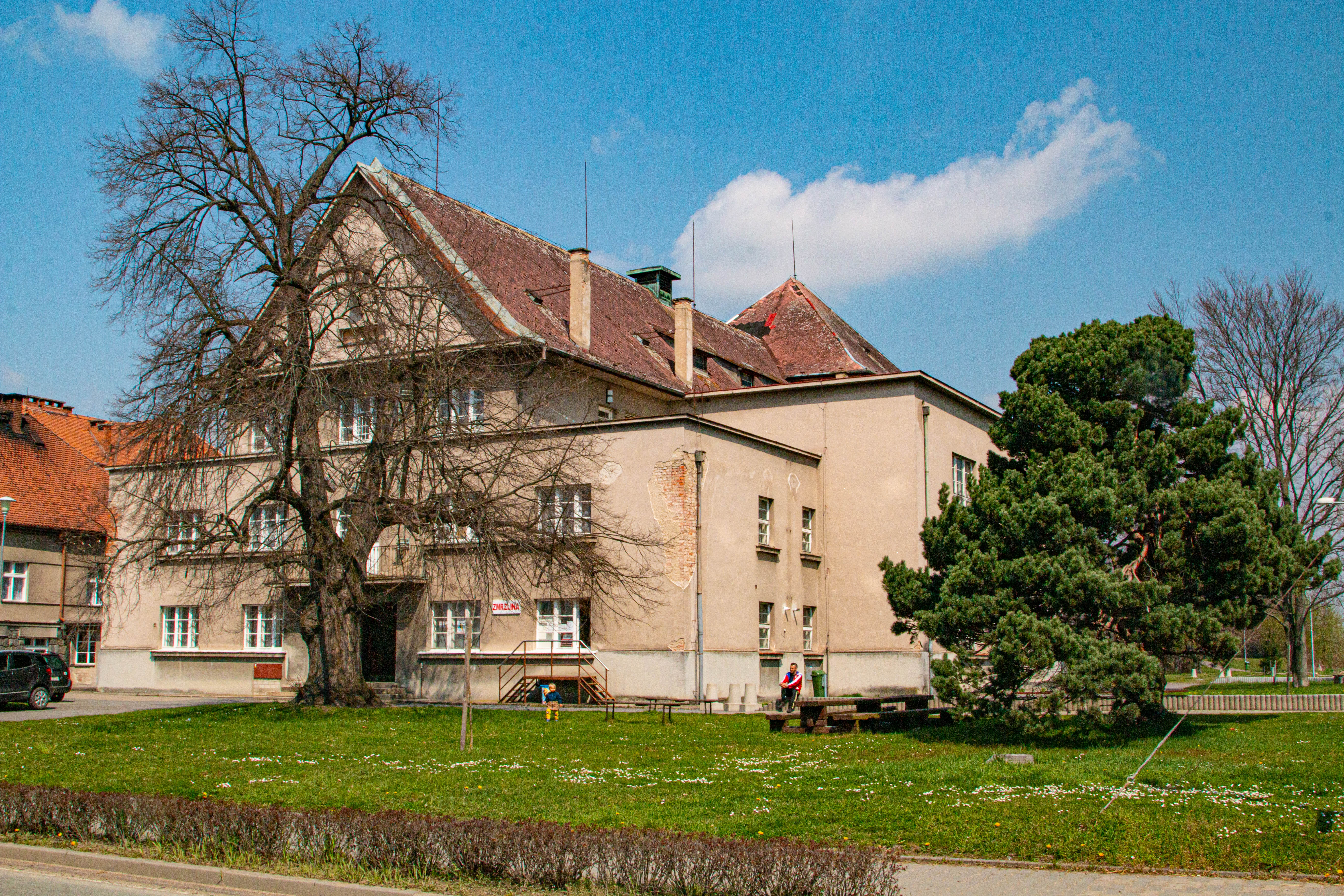
Sokolovna
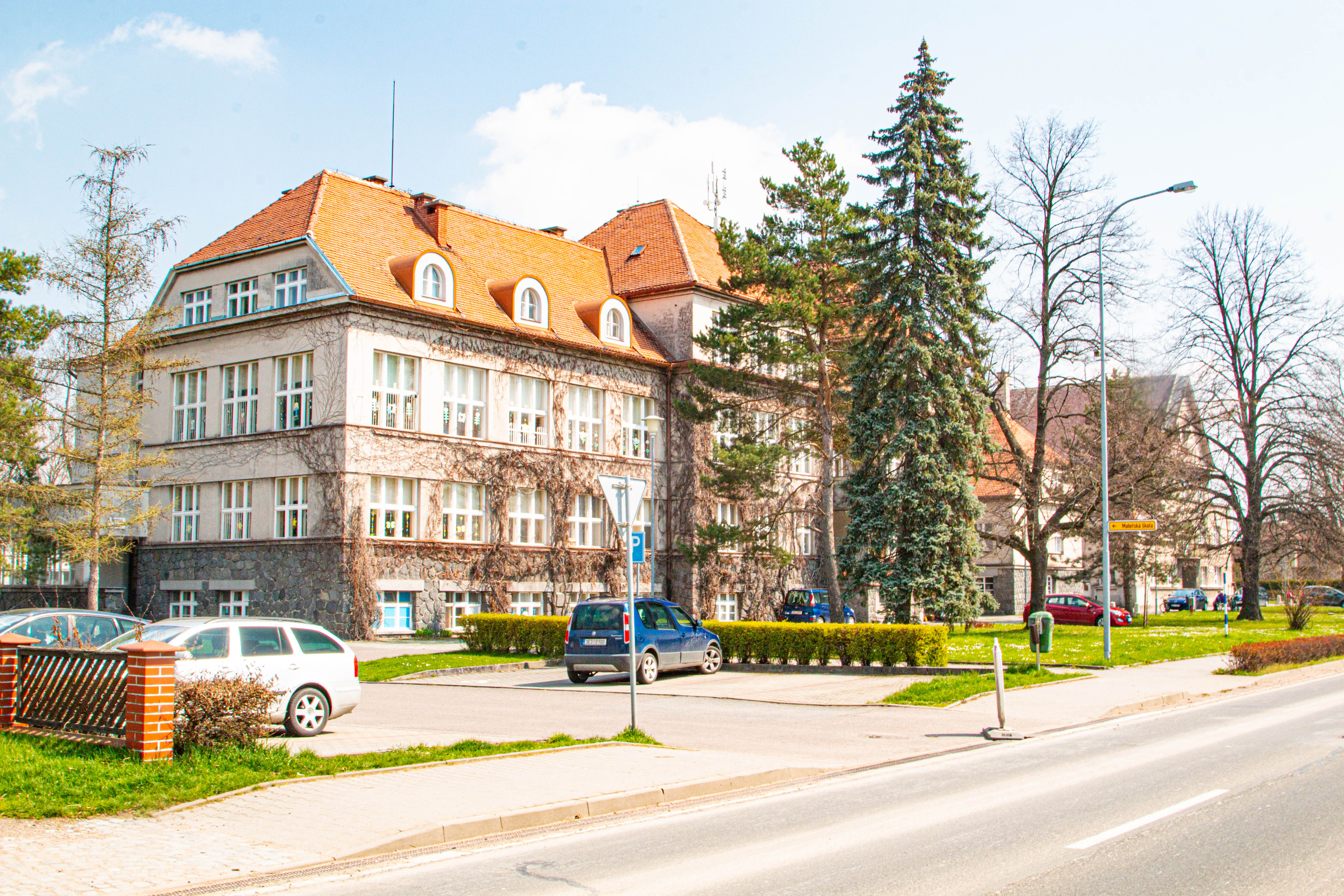
Škola
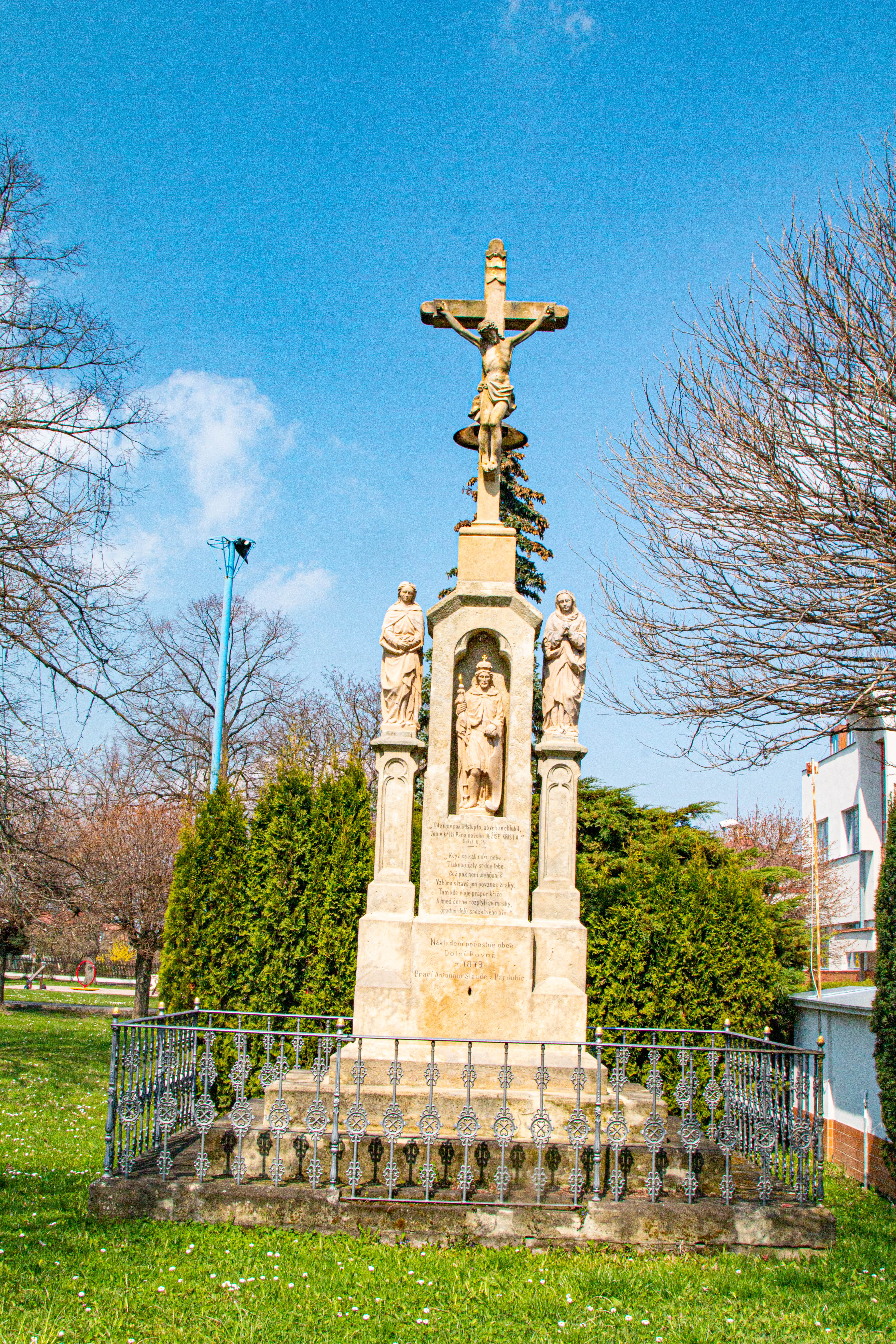
Kříž u obecního úřadu
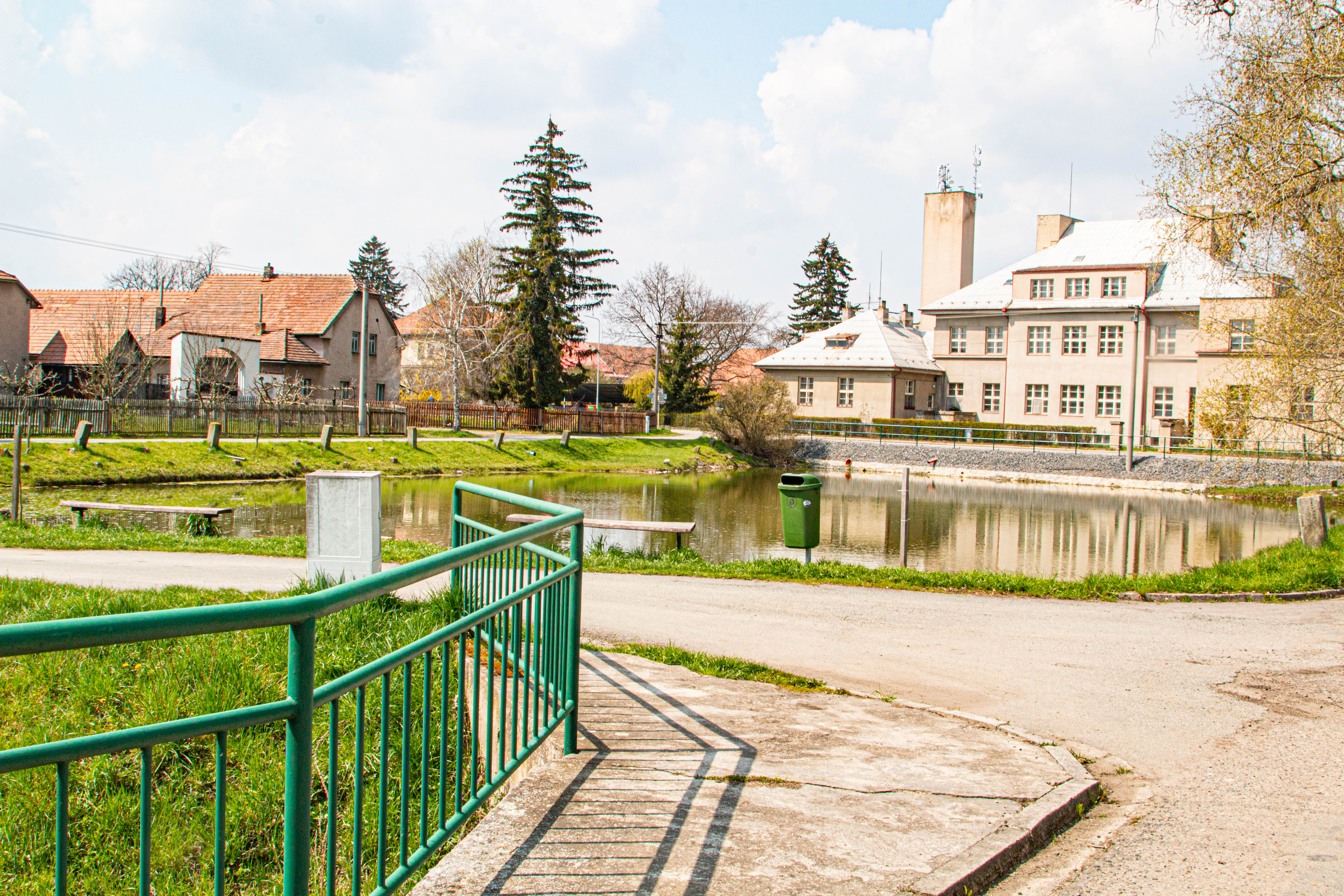
Návesní rybník